# 1929 en musique
| \| • Retour à la chronologie générale de la musique populaire • \| |
| XXIe siècle • XXe siècle • XIXe siècle • XVIIIe siècle XVIIe siècle • XVIe siècle • XVe siècle • XIVe siècle XIIIe siècle • XIIe siècle • XIe siècle • Xe siècle IXe siècle • VIIIe siècle • Haut Moyen Âge • Rome • Grèce |
| • Retour à la chronologie générale de la musique populaire • |

| • Retour à la chronologie générale de la musique populaire • |

| Années de la musique populaire : 1926 - 1927 - 1928 - 1929 - 1930 - 1931 - 1932    |
| Décennies de la musique populaire : 1890 - 1900 - 1910 - 1920 - 1930 - 1940 - 1950 |

Cet article présente les faits marquants de l'année 1929 en musique.

## Évènements
- 14 juin : Charley Patton enregistre seize morceaux pour Paramount à Richmond, Indiana, dont Pony Blues, A Spoonful Blues, Mississippi Bo Weavil Blues et High Water Everywhere (parts 1 & 2)[1].
- 14 mars : Hambone Willie Newbern enregistre Roll and Tumble Blues pour Okeh à Atlanta[2].
- Mars : première à Londres de la comédie musicale Wake Up and Dream de Cole Porter, qui contient la chanson What Is This Thing Called Love?[3].
- 15 mai : Bessie Smith enregistre Nobody Knows You When You're Down and Out[4].
- 6 juin : Charlie Spand enregistre Soon This Morning, popularisée plus tard par Sonny Boy Williamson I.
- 18 juin : Kansas Joe et Memphis Minnie enregistrent When the Levee Breaks[5].
- 19 juillet : Louis Armstrong enregistre Ain't Misbehavin'[6].
- 17 août : Blind Blake enregistre Diddie Wah Diddie[2].
- Septembre : enregistrement de Guitar Chimes, morceau instrumental de Blind Blake.
- 17 septembre : Broken Hearted, Ragged and Dirty, Too, premier enregistrement de Sleepy John Estes pour Victor[7].
- 24 octobre : « Jeudi noir ». La Grande Dépression provoque une sévère diminution des enregistrements aux États-Unis de disques dans les années qui suivent.
- 5 décembre : Trinity River Blues et Wichita Falls Blues, premiers enregistrements de T-Bone Walker à Dallas.
- Mistinguett interprète Gosse de Paris.

## Naissances
- 22 mars : P. Ramlee, musicien malaisien
- 26 mars : Charles Dumont, auteur-compositeur-interprète français († 18 novembre 2024).
- 1er avril : Marcel Amont, chanteur et acteur français († 8 mars 2023).
- 8 avril : Jacques Brel, chanteur belge de langue français († 9 octobre 1978).
- 17 avril :  James Last,de son vrai nom Hansi Last est un compositeur et chef d'orchestre allemand († 9 juin 2015).
- 9 juin : Johnny Ace, chanteur américain de rhythm and blues († 25 décembre 1954).
- 9 juillet : Lee Hazlewood, auteur-compositeur-interprète et producteur américain († 4 août 2007).
- 18 juillet : Screamin' Jay Hawkins, chanteur de blues américain († 12 février 2000).
- 18 août : Hugues Aufray, chanteur français, folk, rock, chanson française.
- 8 septembre : Bert Berns, compositeur américain de soul music († 30 décembre 1967).
- 9 septembre : Claude Nougaro, chanteur français, jazz, rythmes latinos (et/ou) africains, chanson française († 4 mars 2004).
- 11 novembre : LaVern Baker, chanteuse de rhythm & blues américaine († 10 mars 1997).

## Principaux décès
- 15 mars : Clarence Pine Top Smith, pianiste américain de boogie woogie, à 24 ans, touché par une balle perdue alors qu'il jouait du piano[8].
- 19 décembre : Blind Lemon Jefferson, 36 ans, à Chicago[9].